# US Saint-Malo
US Saint-Malo – francuski klub piłkarski z siedzibą w Saint-Malo.

## Historia
Union Sportive Saint-Malo został założony w 1902 roku. W 1933 znalazł się wśród założycieli Division 2. W premierowym sezonie klub zajął 11. miejsce w grupie północnej. Przed następnym sezon St. Malo straciło status zawodowy i nie wystartowało w Division 2.
Po wojnie przez wiele lat klub występował w niższych klasach rozgrywkowych. Najwyżej Saint Malo występowało w Division 3 w latach 1987–1990 i 1992–1993. Obecnie występuje w Championnat de France amateur 2 (IV liga).

## Sukcesy
- 1 sezon w Division 2: 1933-1934.